# Roberto Rosetti
Roberto Rosetti (Torí, Piemont, 18 de setembre de 1967) és un àrbitre de futbol de la Serie A italiana.

## Biografia
Va néixer a Torí, i és fill d'una dona croata.
Va debutar a la Serie B italiana amb 29 anys, el 31 d'agost del 1997 a un Chievo Verona 1 - Reggina 0. El 19 d'abril del 1998 va jugar el seu primer partit a la Serie A, dirigint el Nàpols 0 - Sampdoria 2. Fins al 2008 ha disputat més de 150 partits de la primera divisió italiana.
És àrbitre internacional des del gener del 2002, quan va arbitrar un Tunísia - Camerun, i arbitra partits de la Copa de la UEFA des del 2003, i de la Lliga de Campions a partir del 2005
Va ser seleccionat per la federació italiana a la Copa del Món del 2006, on va arbitrar els partits de la fase de grups entre Paraguai i Trinidad i Tobago, Argentina - Sèrbia i Montenegro i Mèxic - Iran. També va arbitrar el partit de vuitens de final entre França i Espanya.
Roberto no es va veure implicat en el cas Moggi que va afectar el futbol italià l'any 2006, on es va demostrar que s'havia negat a acceptar possibles suborns.
També va ser designat com a àrbitre de la federació italiana al Campionat d'Europa de futbol 2008, on va arbitrar els partits de primera fase entre Suïssa i República Txeca i Grècia - Rússia, arbitrant també el partit de quarts entre Croàcia i Turquia i la final entre Alemanya i Espanya.
Va arbitrar dos partits a la Copa del Món de Futbol 2010 a Sud-àfrica.